# Annali di Matematica Pura ed Applicata
Annali di Matematica Pura ed Applicata （邦訳誌名『純粋・応用数学年報』）は、純粋数学・応用数学をカバーする査読付きの隔月科学雑誌。1850年  Annali di scienze matematiche e fisiche （数学・物理学の年史）の名で始まり、1858年に現在の名前に変更された。イタリアの初の数学の定期刊行物である。創刊時の編集長はバルナバ・トルトリーニとフランチェスコ・ブリオスキ 。現在はシュプリンガー・サイエンス・アンド・ビジネス・メディアから発行されている。2024年現在の編集長はフィレンツェ大学のグラツィアーノ・ジェンティーリ（Graziano Gentili）。

## 索引
以下の機関に索引・抄録されている。
- Science Citation Index Expanded
- Scopus
- Zentralblatt MATH
- Academic OneFile
- Current Contents（英語版）/Physical, Chemical and Earth Sciences
- INIS Atomindex（英語版）
- International Bibliography of Periodical Literature（英語版）
- Mathematical Reviews
- Referativny Zhurnal（英語版）

Journal Citation Reports によれば、2020年時のインパクトファクターは0.969。